# Hold Me, Thrill Me, Kiss Me, Kill Me
"Hold Me, Thrill Me, Kiss Me, Kill Me" is een nummer van de Ierse band U2. Het nummer verscheen in juni 1995 als single.
Het nummer was bovendien de soundtrack van Batman Forever. Op die cd staan ook nummers van Seal, PJ Harvey, The Offspring en Massive Attack.
In 1996 was het nummer genomineerd voor twee Grammy Awards, namelijk 'Best Rock Performance by a Duo or Group' en 'Best Rock Song'. Seal won echter in beide categorieën.
Bono · The Edge · Adam Clayton · Larry Mullen jr.